# Дискография Димы Билана
Дискография российского поп-певца Димы Билана состоит из 12 студийных альбомов, 2 мини-альбомов, 3 сборников, 58 синглов, 65 видеоклипов, 5 CD-синглов и 3 DVD-изданий. Пять песен Димы Билана («Это была любовь», «Невозможное возможно», «Number One Fan», «Believe» и «Я просто люблю тебя») достигли 1 места в чарте Tophit, а ещё 10 песен вошли в его десятку лучших.
В 2000 году на телеканале MTV Russia вышел первый видеоклип Димы Билана на песню «Осень». Дебют исполнителя в чартах состоялся в 2003 году с синглом «Я так люблю тебя».
В 2004 году сингл «На берегу неба» стал одним из самых успешных радио-синглов года, но не смог занять первое место в российском чарте, остановившись на втором. По итогам года песня заняла пятое место среди самых успешных радио-синглов. После выхода сингла «На берегу неба» был выпущен одноимённый альбом, продажи которого превысили 350 000 копий. С этого альбома вышло ещё три сингла: «Поздравляю!», «Ты должна рядом быть» и «Как хотел я». Два последних вошли в Топ-10 российского чарта. Примечательно, что наивысшей позицией в чарте для всех трёх синглов с этого альбома стало второе место («На берегу неба», «Ты должна рядом быть» и «Как хотел я»).

## Альбомы

### Студийные альбомы
| Год  | Название | Продажи              | Сертификация                         |
| ---- | --- | -------------------- | ------------------------------------ |
| 2003 | «Я ночной хулиган» - Выпущен: 2003 - Лейбл: Gala Records - Форматы: CD, кассета                             | 200,000              | НФПФ: Золотой                        |
| 2004 | «На берегу неба» - Выпущен: 2004 - Лейбл: Gala Records - Форматы: CD, кассета                               | 350,000              | НФПФ: Платиновый НФПФ: 2х Платиновый |
| 2006 | «Время-река» - Выпущен: 21 июля 2006 - Лейбл: Gala Records - Форматы: CD, кассета                           | 700,000 — ~1,000,000 | НФПФ: Золотой НФПФ: Платиновый       |
| 2008 | «Против правил» - Выпущен: 10 июня 2008 - Лейбл: Мистерия Звука - Форматы: CD, CD+DVD, аудиокассета         | 270,000              |                                      |
| 2009 | «Believe» - Выпущен: 15 мая 2009 - Лейбл: Universal Music - Форматы: CD, винил, CD+DVD                      |                      |                                      |
| 2011 | «Мечтатель» - Выпущен: 25 мая 2011 - Лейбл: Gala Records - Форматы: CD, винил, CD+DVD, цифровая дистрибуция |                      |                                      |
| 2013 | «Дотянись» - Выпущен: 27 мая 2013 - Лейбл: Первое музыкальное - Форматы: CD, цифровая дистрибуция           |                      |                                      |
| 2015 | «Не молчи» - Выпущен: 2 октября 2015 - Лейбл: Первое музыкальное - Форматы: CD, винил, цифровая дистрибуция |                      |                                      |
| 2017 | «Эгоист» - Выпущен 17 ноября 2017 - Лейбл: Archer Music Production - Форматы: цифровая дистрибуция          |                      |                                      |
| 2020 | «Перезагрузка» - Выпущен: 27 апреля 2020 - Лейбл: Archer Music Production - Форматы: цифровая дистрибуция   |                      |                                      |
| 2020 | «Вторая жизнь» - Выпущен: 15 декабря 2020 - Лейбл: Archer Music Production - Форматы: цифровая дистрибуция  |                      |                                      |

### Мини-альбомы
| Год  | Название                                                                                            |
| ---- | --------------------------------------------------------------------------------------------------- |
| 2021 | «Два хита» - Выпущен: 24 сентября 2021 - Лейбл: Warner Music Russia - Форматы: цифровая дистрибуция |
| 2021 | «Три хита» - Выпущен: 24 декабря 2021 - Лейбл: Warner Music Russia - Форматы: цифровая дистрибуция  |
| 2023 | «Пять хитов» - Выпущен: 14 апреля 2023 - Лейбл: Warner Music Russia - Форматы: цифровая дистрибуция |

## Сборники
| Год  | Название |
| ---- | --- |
| 2011 | «BEST. От хулигана до мечтателя» - Выпущен: осень 2011 - Лейбл: Gala Records - Форматы: CD, винил, CD+DVD, цифровая дистрибуция |
| 2013 | «Малыш» - Выпущен: 11 ноября 2013 - Лейбл: SBA Production - Форматы: CD, винил, CD+DVD, цифровая дистрибуция                    |
| 2021 | «13 друзей Билана» - Выпущен: 11 ноября 2021 - Лейбл: Warner Music Russia - Форматы: цифровая дистрибуция                       |

## Синглы
| Год  | Название                                                  | Высшая позиция в чартах    | Высшая позиция в чартах            | Высшая позиция в чартах                     | Высшая позиция в чартах           | Высшая позиция в чартах  | Высшая позиция в чартах                    | Высшая позиция в чартах    | Высшая позиция в чартах | Высшая позиция в чартах | Высшая позиция в чартах | Высшая позиция в чартах | Высшая позиция в чартах | Альбом                                        |
| Год  | Название                                                  | СНГ (Tophit Общий Топ-100) | Россия (Tophit Московский Топ-100) | Россия (Tophit Санкт-Петербургский Топ-100) | Украина (Tophit Киевский Топ-100) | Украина (Tophit Топ-100) | Россия и СНГ (Tophit Недельный по заявкам) | СНГ (Tophit Годовой общий) | Годовой (русскоязычный) | Бельгия                 | Германия                | Швеция                  | Латвия                  | Альбом                                        |
| ---- | --------------------------------------------------------- | -------------------------- | ---------------------------------- | ------------------------------------------- | --------------------------------- | ------------------------ | ------------------------------------------ | -------------------------- | ----------------------- | ----------------------- | ----------------------- | ----------------------- | ----------------------- | --------------------------------------------- |
| 2003 | «Я так люблю тебя»                                        | 35                         | —                                  | —                                           | —                                 | —                        | —                                          | —                          | —                       | —                       | —                       | —                       | —                       | «Я ночной хулиган»                            |
| 2004 | «Мулатка»                                                 | 54                         | —                                  | —                                           | —                                 | —                        | —                                          | —                          | —                       | —                       | —                       | —                       | —                       | «Я ночной хулиган»                            |
| 2004 | «Тёмная ночь»                                             | 108                        | —                                  | —                                           | —                                 | —                        | —                                          | —                          | —                       | —                       | —                       | —                       | —                       | «Я ночной хулиган»                            |
| 2004 | «Мулатка (Remix)»                                         | 36                         | —                                  | —                                           | —                                 | —                        | —                                          | —                          | —                       | —                       | —                       | —                       | —                       | «Я ночной хулиган»                            |
| 2004 | «На берегу неба» («Between the Sky and Heaven»)           | 2                          | —                                  | —                                           | —                                 | —                        | —                                          | 5                          | 174 (2005 г.)           | —                       | —                       | —                       | 23                      | «На берегу неба»                              |
| 2004 | «Новый год с новой строчки» (feat. Непоседы)              | 17                         | —                                  | —                                           | —                                 | —                        | —                                          | —                          | —                       | —                       | —                       | —                       | —                       | без альбома                                   |
| 2005 | «Поздравляю!»                                             | 39                         | —                                  | —                                           | —                                 | —                        | —                                          | —                          | 176                     | —                       | —                       | —                       | —                       | «На берегу неба»                              |
| 2005 | «Ты должна рядом быть»                                    | 2                          | 2                                  | —                                           | —                                 | —                        | 54                                         | 11                         | 7                       | —                       | —                       | —                       | 21                      | «На берегу неба»                              |
| 2005 | «Как хотел я»                                             | 2                          | 2                                  | —                                           | —                                 | —                        | 12                                         | 38                         | 24                      | —                       | —                       | —                       | 38                      | «На берегу неба»                              |
| 2005 | «Я тебя помню»                                            | 18                         | 37                                 | —                                           | —                                 | —                        | 10                                         | 128                        | 69                      | —                       | —                       | —                       | —                       | «Время-река»                                  |
| 2006 | «Это была любовь»                                         | 1                          | 3                                  | —                                           | —                                 | —                        | 2                                          | 17                         | —                       | —                       | —                       | —                       | 20                      | «Время-река»                                  |
| 2006 | «Never Let You Go» («Так устроен этот мир»)               | 3                          | 8                                  | —                                           | —                                 | —                        | 1                                          | 13                         | —                       | —                       | —                       | —                       | —                       | «Время-река»                                  |
| 2006 | «Невозможное возможно» («Lady Flame»)                     | 1                          | 1                                  | —                                           | —                                 | —                        | 1                                          | 14                         | 8                       | —                       | —                       | —                       | 9                       | «Время-река»                                  |
| 2007 | «Я твой номер один» («Number One Fan»)                    | 1                          | 1                                  | —                                           | —                                 | —                        | 1                                          | 12                         | —                       | —                       | —                       | —                       | 11                      | «Против правил»                               |
| 2007 | «Горе зима»                                               | 9                          | 20                                 | —                                           | —                                 | —                        | 2                                          | 119                        | 64                      | —                       | —                       | —                       | 3                       | «Против правил»                               |
| 2008 | «Believe» («Все в твоих руках»)                           | 1                          | 1                                  | 1                                           | 1                                 | —                        | 1                                          | 18                         | 8                       | 66                      | 52                      | 28                      | 17                      | «Против правил»                               |
| 2008 | «Lonely» («Тоска»)                                        | 9                          | 33                                 | 29                                          | 9                                 | —                        | 2                                          | 102                        | —                       | —                       | —                       | —                       | 4                       | «Believe»                                     |
| 2009 | «Lady»                                                    | 22                         | 25                                 | 42                                          | 57                                | —                        | 5                                          | 99                         | 44                      | —                       | —                       | —                       | —                       | «Believe»                                     |
| 2009 | «Changes»                                                 | 8                          | 9                                  | 20                                          | —                                 | —                        | 9                                          | 100                        | —                       | —                       | —                       | —                       | —                       | «Мечтатель»                                   |
| 2009 | «По парам»                                                | 10                         | 2                                  | 15                                          | 1                                 | 1                        | 5                                          | 95                         | 40                      | —                       | —                       | —                       | 13                      | «Мечтатель»                                   |
| 2009 | «Это модно»                                               | —                          | —                                  | —                                           | —                                 | —                        | —                                          | —                          | —                       | —                       | —                       | —                       | —                       | без альбома                                   |
| 2010 | «Safety» (feat. Anastacia)                                | 26                         | 16                                 | 18                                          | 79                                | 77                       | 36                                         | 124                        | —                       | —                       | —                       | —                       | —                       | «Мечтатель»                                   |
| 2010 | «Я просто люблю тебя»                                     | 1                          | 1                                  | 1                                           | 5                                 | 1                        | 2                                          | 105 (2011) / 23 (2011)     | 46 2010 / 9 (2011)      | —                       | —                       | —                       | 5                       | «Мечтатель»                                   |
| 2011 | «Мечтатели»                                               | 3                          | 8                                  | 9                                           | 7                                 | 5                        | 1                                          | 38                         | 12                      | —                       | —                       | —                       | 5                       | «Мечтатель»                                   |
| 2011 | «Задыхаюсь» («Rock My Life»)                              | 11                         | 21                                 | 24                                          | 1                                 | 1                        | 1                                          | 99                         | 39                      | —                       | —                       | —                       | 13                      | «Мечтатель»                                   |
| 2012 | «Слепая любовь» (feat. Юлия Крылова)                      | 128                        | —                                  | —                                           | —                                 | —                        | —                                          | —                          | —                       | —                       | —                       | —                       | —                       | «Мечтатель»                                   |
| 2012 | «Так не бывает» («Honey»)                                 | 14                         | 20                                 | 22                                          | 25                                | 16                       | 8                                          | 62                         | 25                      | —                       | —                       | —                       | 7                       | «Дотянись»                                    |
| 2012 | «Back To Her Future» (feat. Юлия Волкова) («Любовь-с*ка») | 47                         | —                                  | —                                           | —                                 | —                        | —                                          | —                          | —                       | —                       | —                       | —                       | —                       | «Дотянись»                                    |
| 2012 | «Лови мои цветные сны»                                    | 26                         | 40                                 | 45                                          | 14                                | 12                       | 2                                          | 139                        | 63                      | —                       | —                       | —                       | —                       | «Мечтатель»                                   |
| 2013 | «Дотянись»                                                | 23                         | 40                                 | 52                                          | 34                                | 21                       | 2                                          | 134                        | 66                      | —                       | —                       | —                       | —                       | «Дотянись»                                    |
| 2013 | «Малыш»                                                   | 2                          | 8                                  | 7                                           | 6                                 | 5                        | 7                                          | 35                         | 13                      | —                       | —                       | —                       | —                       | «Не молчи»                                    |
| 2014 | «Болен тобой»                                             | 11                         | 16                                 | 32                                          | 47                                | 13                       | 3                                          | 28                         | 9                       | —                       | —                       | —                       | —                       | «Не молчи»                                    |
| 2014 | «Часы»                                                    | 23                         | 18                                 | 29                                          | —                                 | —                        | 3                                          | 159                        | 82                      | —                       | —                       | —                       | —                       | «Дотянись»                                    |
| 2015 | «Не молчи»                                                | 16                         | 26                                 | 21                                          | —                                 | —                        | 9                                          | 39                         | 15                      | —                       | —                       | —                       | —                       | «Не молчи»                                    |
| 2015 | «Неделимые»                                               | 17                         | 21                                 | 27                                          | —                                 | —                        | 8                                          | —                          | —                       | —                       | —                       | —                       | —                       | «Не молчи»                                    |
| 2016 | «В твоей голове»                                          | 28                         | —                                  | —                                           | —                                 | —                        | —                                          | —                          | —                       | —                       | —                       | —                       | —                       | без альбома                                   |
| 2017 | «Держи»                                                   | 17                         | —                                  | —                                           | —                                 | —                        | —                                          | —                          | —                       | —                       | —                       | —                       | —                       | «Эгоист»                                      |
| 2017 | «Девочка, не плачь»                                       | 27                         | —                                  | —                                           | —                                 | —                        | —                                          | —                          | —                       | —                       | —                       | —                       | —                       | «Эгоист»                                      |
| 2018 | «Пьяная любовь» (feat. Polina)                            | 15                         | —                                  | —                                           | —                                 | —                        | —                                          | —                          | —                       | —                       | —                       | —                       | —                       | «Перезагрузка»                                |
| 2018 | «Молния»                                                  | 2                          | —                                  | —                                           | —                                 | —                        | —                                          | —                          | —                       | —                       | —                       | —                       | —                       | «Перезагрузка»                                |
| 2019 | «Океан»                                                   | 135                        | —                                  | —                                           | —                                 | —                        | —                                          | —                          | —                       | —                       | —                       | —                       | —                       | «Перезагрузка»                                |
| 2019 | «Про белые розы»                                          | 5                          | —                                  | —                                           | —                                 | —                        | —                                          | —                          | —                       | —                       | —                       | —                       | —                       | «Перезагрузка»                                |
| 2019 | «Полуночное такси»                                        | 5                          | —                                  | —                                           | —                                 | —                        | —                                          | —                          | —                       | —                       | —                       | —                       | —                       | «Перезагрузка»                                |
| 2020 | «Химия»                                                   | 13                         | —                                  | —                                           | —                                 | —                        | —                                          | —                          | —                       | —                       | —                       | —                       | —                       | «Перезагрузка»                                |
| 2020 | «Земля в Иллюминаторе» (feat. Земляне)                    | —                          | —                                  | —                                           | —                                 | —                        | —                                          | —                          | —                       | —                       | —                       | —                       | —                       | «Вторая жизнь»                                |
| 2020 | «Dreams»                                                  | 17                         | —                                  | —                                           | —                                 | —                        | —                                          | —                          | —                       | —                       | —                       | —                       | —                       | «Вторая жизнь»                                |
| 2020 | «Сердце»                                                  | —                          | —                                  | —                                           | —                                 | —                        | —                                          | —                          | —                       | —                       | —                       | —                       | —                       | «Вторая жизнь»                                |
| 2021 | «Она моя»                                                 | 13                         | —                                  | —                                           | —                                 | —                        | —                                          | —                          | —                       | —                       | —                       | —                       | —                       | «Вторая жизнь»                                |
| 2021 | «Ради побед»                                              | —                          | —                                  | —                                           | —                                 | —                        | —                                          | —                          | —                       | —                       | —                       | —                       | —                       | без альбома                                   |
| 2021 | «Это была любовь» (совместно с Zivert)                    | 22                         | —                                  | —                                           | —                                 | —                        | —                                          | —                          | —                       | —                       | —                       | —                       | —                       | «Два хита» (макси-сингл) / «13 друзей Билана» |
| 2021 | «Ты не моя пара» (совместно с Мари Краймбрери)            | 57                         | —                                  | —                                           | —                                 | —                        | —                                          | —                          | —                       | —                       | —                       | —                       | —                       | «Два хита» (мини-альбом)                      |
| 2021 | «Believe» (совместно с Jony)                              | —                          | —                                  | —                                           | —                                 | —                        | —                                          | —                          | —                       | —                       | —                       | —                       | —                       | «13 друзей Билана»                            |
| 2021 | «Держи» (совместно с Клавой Кокой)                        | —                          | —                                  | —                                           | —                                 | —                        | —                                          | —                          | —                       | —                       | —                       | —                       | —                       | «13 друзей Билана»                            |
| 2021 | «Больше музыки»                                           | —                          | —                                  | —                                           | —                                 | —                        | —                                          | —                          | —                       | —                       | —                       | —                       | —                       | «Три хита» (мини-альбом)                      |
| 2022 | «Она любила музыку» (совместно с Наталией Власовой)       | —                          | —                                  | —                                           | —                                 | —                        | —                                          | —                          | —                       | —                       | —                       | —                       | —                       | без альбома                                   |
| 2022 | «Знаешь ли ты» (совместно с МакЅим)                       | —                          | —                                  | —                                           | —                                 | —                        | —                                          | —                          | —                       | —                       | —                       | —                       | —                       | без альбома                                   |
| 2022 | «Ду́ши» (совместно с Полиной Гагариной)                    | —                          | —                                  | —                                           | —                                 | —                        | —                                          | —                          | —                       | —                       | —                       | —                       | —                       | без альбома                                   |
| 2022 | «Секрет на двоих» (совместно с Люсей Чеботиной)           | 13                         | —                                  | —                                           | —                                 | —                        | —                                          | —                          | —                       | —                       | —                       | —                       | —                       | без альбома                                   |

### CD-издания
- «Новый год c новой строчки» (2005)
- «Never Let You Go» (2006)
- «Believe» (2008)
- «Dancing Lady» (2009)
- «Лови мои цветные сны» (2012)

## DVD
- «Ты, только ты» (2005)
- «Время-река» (2007)
- «Видеоклипы» (2008)